# Xanthorhoe dentipostmediana
Xanthorhoe dentipostmediana là một loài bướm đêm trong họ Geometridae.